# Diário de uma viagem ao Brasil
Diário de uma viagem ao Brasil é um relato de viagem escrito pela inglesa Maria Graham durante a sua estadia no Brasil nos anos de 1821, 1822 e 1823. O livro é fruto de uma viagem que realizou com seu marido Thomas Graham, membro da Marinha Britânica, que havia sido deslocado para tomar parte nas revoluções pela libertação da América do Sul.
Na Introdução do Diário de uma viagem ao Brasil, Maria Graham apresenta o esboço da história do Brasil por considerá-la indispensável ao entendimento do relato de sua estadia. O Diário de uma viagem ao Brasil provavelmente é o primeiro relato de viagem a ter uma narrativa da história recente do Brasil de forma organizada. O mais comum nos relatos de viagem do século XIX eram as informações históricas serem pulverizadas ao longo da narrativa. No Diário de uma viagem ao Brasil, Graham mescla a visão in loco do relato de viagem com a pesquisa histórica, presente na citação e transcrição de diversos documentos históricos. Nesse sentido, Diário de uma viagem ao Brasil, diferentemente da maioria dos relatos de viagem produzidos no início do século XIX, principalmente os de autoria feminina, empurra o relato de viagem em direção à história. 

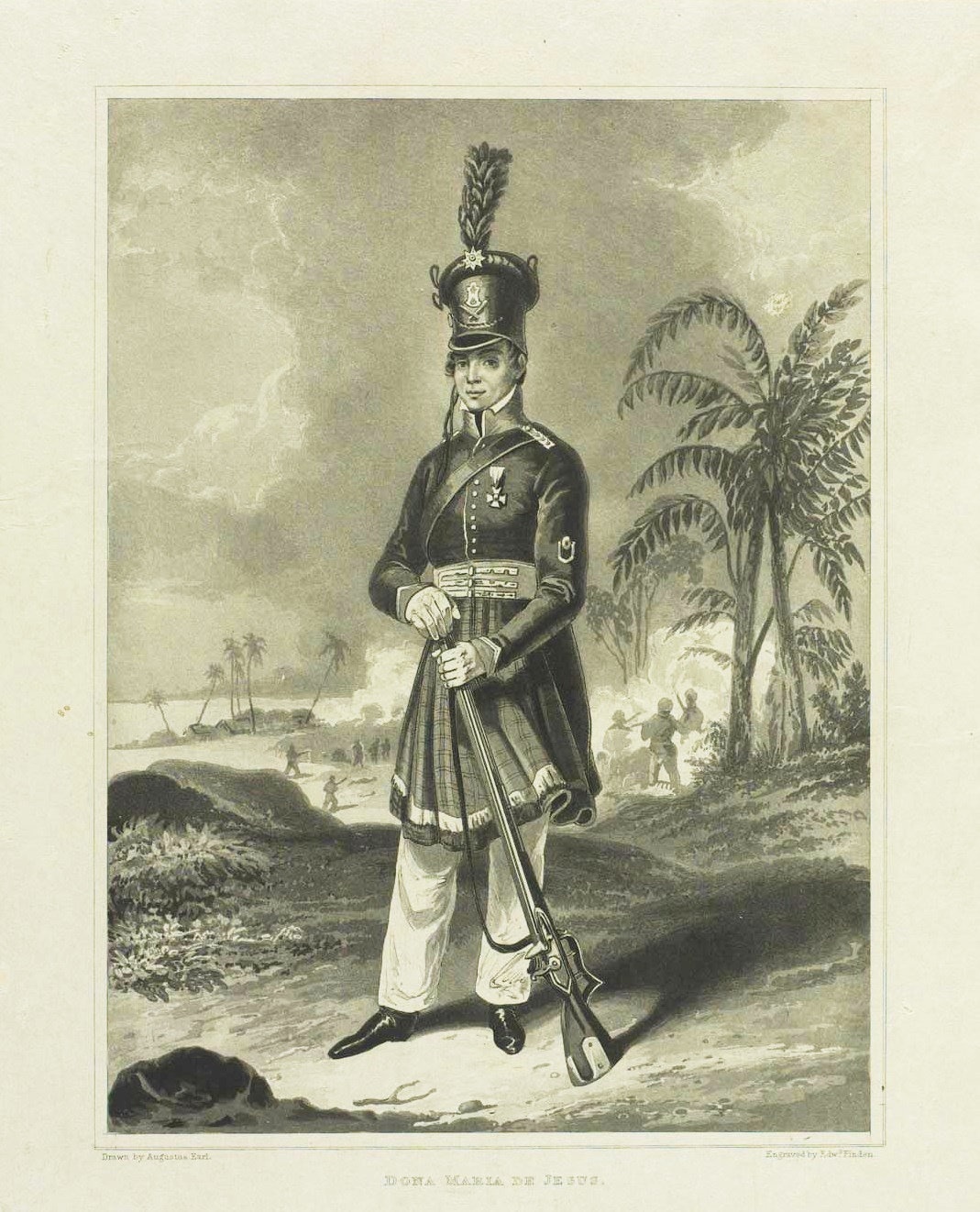
Maria Quitéria de Jesus, heroína do Batalhão dos Periquitos, na Independência da Bahia. Gravura do Diário de uma viagem ao Brasil, de Graham.

## Escravidão no Brasil
Em Diário de uma viagem ao Brasil, Maria Graham mostra surpresa com as condições em que viviam os negros em mercados de venda de pessoas escravizadas. No Recife, apresentava a situação dessas pessoas em condições miseráveis.  Na Bahia, choca-se com quantidade de navios negreiros que chegavam ao porto de Salvador, lugar em que procura mais dados para informações sobre as embarcações que aportam nas terras brasileiras. No Rio de Janeiro, Maria Graham esteve na chamada Rua do Valongo, a qual possuía o maior mercado de pessoas escravizadas da cidade e também apresenta um panorama degradante deste local.
Ao descrever informações que caracterizavam o sistema escravista brasileiro de forma negativa, tanto para os próprios escravos como também para os seus senhores, Maria Graham busca expandir a discussão sobre a abolição da escravidão. Graham também traz, ao longo de seu livro, razões econômicas para o fim da escravidão.

Graham também evidencia a beleza física dos escravizados, além da sua capacidade de trabalho. Aponta também que possuíam grande sensibilidade artística:
"São os melhores artífices e artistas. A orquestra da ópera é composta, no mínimo, de um terço de mulatos. Toda pintura decorativa, obras de talha e embutidos são feitos por eles; enfim, excedem em todas as artes de engenho mecânico".